# Markus Steinhöfer
Markus Steinhöfer (* 7. März 1986 in Weißenburg in Bayern) ist ein ehemaliger deutscher Fußballspieler. Nach diversen Stationen bei Profivereinen im In- und Ausland stand der vielseitig einsetzbare ehemalige Juniorennationalspieler zuletzt beim VfB Eichstätt in der viertklassigen Regionalliga Bayern unter Vertrag.

## Karriere

### Vereine

#### Von Mittelfranken über München nach Salzburg
Steinhöfer begann beim DSC Weißenburg, einem in seiner Geburtsstadt ansässigen Verein, mit dem Fußballspielen und stieß über den TSV Roth zur Jugendabteilung des 1. FC Nürnberg. 2002 gelangte er zu den B-Junioren des FC Bayern München. Nach einem Jahr rückte er in die A-Jugend auf und wurde mit dieser deutscher A-Junioren-Meister. Parallel dazu kam er ab Februar 2004 zu ersten Einsätzen für die Amateurmannschaft des FC Bayern in der drittklassigen Regionalliga Süd und gewann mit dieser am Saisonende den Meistertitel in jener Spielklasse. In der Folgesaison rückte er fest in den Kader der Amateure auf und erreichte mit diesen nach Siegen gegen den Bundesligisten Borussia Mönchengladbach, den Zweitligisten Alemannia Aachen sowie den Nord-Regionalligisten Eintracht Braunschweig das Viertelfinale des DFB-Pokals, in dem sich der deutsche Meister Werder Bremen jedoch als zu stark erwies. Nach einer weiteren Saison bei den Amateuren wurde er im Sommer 2006 an den österreichischen Bundesligisten Red Bull Salzburg verliehen. Dort spielte er zunächst meist in der zweiten Mannschaft in der drittklassigen Regionalliga West, ehe er im Frühjahr 2007 in die erste Mannschaft aufrückte, sich dort schnell einen Stammplatz sichern konnte und mit der Mannschaft am Saisonende mit deutlichem Vorsprung österreichischer Meister wurde.
In der Folgesaison kam er dann auch zu ersten Europapokaleinsätzen, scheiterte jedoch mit Salzburg sowohl in der Champions-League-Qualifikation als auch frühzeitig im UEFA-Pokal. In der Liga wurde er mit seiner Mannschaft Zweiter hinter dem neuen Meister Rapid Wien.

#### In Frankfurt und Kaiserslautern
Im Sommer 2008 folgte der Wechsel zurück nach Deutschland. Sein neuer Verein war mit Eintracht Frankfurt der Tabellenneunte der vorigen Bundesliga-Saison. Er konnte sich als Mittelfeldspieler schnell in der Mannschaft etablieren, stand meist in der Startelf und war am Saisonende bei 32 der 34 Ligaspiele zum Einsatz gekommen, erzielte dabei drei Tore und bereitete zehn vor. Sportlich lief die Saison für die Eintracht eher mäßig erfolgreich, man schaffte am vorletzten Spieltag den Klassenerhalt, schloss die Saison als Dreizehnter ab und scheiterte auch schon früh im DFB-Pokal. Die Eintracht und Trainer Friedhelm Funkel gingen dann getrennte Wege, neuer Trainer wurde Michael Skibbe, unter dem Steinhöfer kaum noch zum Einsatz kam. So wurde er für die Rückrunde der Saison 2009/10 an den Zweitligisten 1. FC Kaiserslautern ausgeliehen. Mit zwei Toren und zwei Torvorlagen in 15 Spielen, meist im rechten Mittelfeld, trug er dort zum Aufstieg der Pfälzer in die Bundesliga bei. Im Sommer 2010 kehrte er wieder zur Eintracht nach Frankfurt zurück. Wiederum wurde er von Trainer Skibbe kaum berücksichtigt und lediglich bei vier Ligaspielen eingewechselt.

#### Erfolge in Basel
Ende Januar 2011 wechselte er zum Schweizer Meister und Pokalsieger FC Basel. Dort war er auf Anhieb Stammspieler unter Trainer Thorsten Fink, meist als Rechtsverteidiger. Mit seiner neuen Mannschaft schied er direkt gegen Spartak Moskau aus der Europa League aus und auch im nationalen Pokal scheiterte man am FC Biel-Bienne aus dem Mittelfeld der zweiten Liga. In der Liga verlor Steinhöfer mit dem FC Basel in der Rückrunde jedoch nur ein Spiel und konnte den Meistertitel mit einem Punkt Vorsprung vor dem FC Zürich verteidigen. Noch erfolgreicher verlief für den FC Basel und Steinhöfer als Stammspieler die Saison 2011/12. Die Meisterschaft wurde mit weitem Vorsprung gewonnen, der nationale Pokal wurde ebenfalls gewonnen und auch international konnte der FC Basel mit Steinhöfer als Rechtsverteidiger auf sich aufmerksam machen. In der Champions League traf man in der Vorrunde unter anderem auf die mehrfachen Europapokalsieger Benfica Lissabon und Manchester United. In Manchester lag der FC Basel bis kurz vor Schluss mit 3:2 in Führung, nachdem man zur Halbzeit noch mit 0:2 zurückgelegen hatte, musste aber noch den Ausgleich durch Ashley Young hinnehmen. Auch bei Benfica konnte der FC Basel ein Unentschieden erreichen. Im letzten Gruppenspiel traf Steinhöfer, der bei allen Vorrundenspielen über die volle Spielzeit auf dem Platz stand, mit der Mannschaft wiederum auf Manchester United. Manchester und Benfica hatten einen Punkt Vorsprung vor dem drittplatzierten FC Basel, der durch einen 2:1-Sieg anstelle der Engländer ins Achtelfinale einzog. Dort gab es für Steinhöfer und seinen Trainer Heiko Vogel, der den im Herbst zum Hamburger SV abgewanderten Thorsten Fink ersetzt hatte, ein Wiedersehen mit dem FC Bayern München. Im heimischen St. Jakob-Park gelang wiederum eine Überraschung und der deutsche Rekordmeister wurde mit 1:0 besiegt. Beim Rückspiel in München fand die bislang so erfolgreiche Europatournee des FC Basel jedoch ein Ende, beim 7:0-Sieg des FC Bayern wurde Steinhöfer, der mit seinem Gegenspieler Franck Ribéry nicht zurechtkam, in der 70. Minute ausgewechselt.
Am Ende der Saison 2012/13 wurde Steinhöfer mit dem FC Basel zum dritten Mal Schweizer Meister; das Pokalendspiel ging indes mit 4:5 im Elfmeterschießen gegen den Grasshopper Club Zürich verloren. In der Europa League 2012/13 schaffte er es mit dem FC Basel bis in das Halbfinale und trat dort gegen den amtierenden Champions-League-Sieger FC Chelsea an. Sie verloren das Heim- und das Auswärtsspiel und schieden mit dem Gesamtergebnis von 2:5 aus. In einer langen Saison mit insgesamt 76 Spielen (36 in der Super League, 6 im Cup, 20 in der Champions League und Europa League, sowie 14 Testspiele) hatte er insgesamt 63 Einsätze, davon 29 in der Super League, 4 im Cup sowie 16 Einsätze in der Champions und Europa League und 14 in Testspielen.

#### Häufige Vereinswechsel
Zur Saison 2013/14 wechselte er zum spanischen Erstligisten Betis Sevilla, für den er am 3. November 2013 (12. Spieltag) bei der 2:3-Niederlage im Auswärtsspiel gegen den FC Málaga – mit Einwechslung für Juan Carlos in der 66. Minute – debütierte.
Am 18. Januar 2014 kehrte er in seine deutsche Heimat zurück und unterschrieb einen Vertrag beim Zweitligisten TSV 1860 München, für den er am 10. Februar 2014 beim 1:1-Unentschieden im Heimspiel gegen Fortuna Düsseldorf debütierte. Am 1. Februar 2015 wurde bekanntgegeben, dass Steinhöfer seinen Vertrag mit den Münchner Löwen im gegenseitigen Einvernehmen aufgelöst hat. Kurz darauf verpflichtete er sich beim VfR Aalen.
Nach dem Abstieg des VfR Aalen in die 3. Liga unterschrieb Steinhöfer einen Vertrag beim tschechischen Vize-Meister Sparta Prag. Dort blieb er bis zum Ende der Saison.
Im Januar 2017 unterschrieb er einen Vertrag beim SV Darmstadt 98. Sein Debüt für die Lilien gab er am 11. Februar 2017 beim 2:1-Heimsieg gegen Borussia Dortmund, als er in der 85. Spielminute für Artem Fedezkyj eingewechselt wurde. Insgesamt kam er jedoch nur auf sieben Einsätze, vier davon nach Einwechslung. Nach der Saison 2017/18 wurde sein Vertrag aufgelöst. In der Spielzeit stand er in 15 Spielen in der 2. Bundesliga auf dem Platz.
Anschließend wechselte er im September 2018 in die Fußball-Regionalliga Bayern zum VfB Eichstätt. Grund hierfür war auch die Geburt seiner Tochter, weswegen Steinhöfer zurück in seine bayerische Heimat wollte. Mit Eichstätt gewann er durch den zweiten Platz in der Liga die Bayerische Amateurmeisterschaft, welche zur Teilnahme am DFB-Pokal berechtigt. Nach der Saison 2018/19 beendete er seine Karriere.

### Nationalmannschaft
Das Nationaltrikot trug Steinhöfer erstmals am 21. August 2001 in Parchim, als die U16-Nationalmannschaft gegen die Auswahlmannschaft Dänemarks mit 4:1 gewann. Im neunten Spiel, seinem letzten in dieser Auswahlmannschaft, traf er in Waldshut-Tiengen beim 3:1-Sieg über die Auswahlmannschaft der Schweiz zum zwischenzeitlichen 3:0 und damit zum ersten Mal.
Am 9. und 11. März 2004 spielte er zweimal in der U18-Nationalmannschaft, die in Sandhausen 1:1 und in Neckarelz 0:2 gegen die Auswahlmannschaft Frankreichs spielte.
Am 17. September 2004 debütierte Steinhöfer in der U19-Nationalmannschaft, die in Duisburg mit 1:4 gegen die Auswahlmannschaft Spaniens unterlag. In seinem zweiten Länderspiel für diese Auswahlmannschaft erzielte er mit dem Führungstreffer in der 39. Minute beim 3:0-Sieg gegen die Auswahlmannschaft Sloweniens am 21. Oktober 2004 in Celje sein erstes Länderspieltor in dieser Altersklasse.
Für das internationale U21-Turnier in Toulon vom 31. Mai bis 9. Juni 2007 wurde Steinhöfer erstmals für die U21-Nationalmannschaft nominiert. Sein Debüt gab er am 2. Juni in Hyères beim 0:0-Unentschieden gegen die Auswahl der Elfenbeinküste. Sein letztes Spiel für die U21-Nationalmannschaft bestritt er am 18. November 2008 in Osnabrück beim 1:0-Sieg gegen die Auswahlmannschaft Italiens (Torschütze: Toni Kroos).

## Erfolge

### Bayern München
- Deutscher A-Juniorenmeister 2004
- Meister der Regionalliga Süd 2004
- IFA Shield: 2005

### Salzburg
- Österreichischer Meister 2007

### Kaiserslautern
- Meister der 2. Bundesliga 2010
- Aufstieg in die Bundesliga 2010

### Basel
- Schweizer Meister 2011, 2012, 2013
- Schweizer Cupsieger 2012
- Schweizer Cupfinalist 2013

### Eichstätt
- Bayerischer Amateurmeister 2019